# Gare de Joué-lès-Tours
Gare de Joué-lès-Tours – stacja kolejowa w Joué-lès-Tours, w departamencie Indre i Loara, w Regionie Centralnym, we Francji.
Jest stacją Société nationale des chemins de fer français (SNCF), obsługiwaną przez pociągi TER Centre.